# فرودگاه وست پاپلار
فرودگاه وست پاپلار (به انگلیسی: West Poplar Airport) یک فرودگاه همگانی است که یک باند فرود خاک و دارد و طول باند آن ۱۲۱۹ متر است. این فرودگاه در کشور کانادا قرار دارد و در ارتفاع ۸۷۹ متری از سطح دریا واقع شده است.